# Nadleśnictwo Gościno
Nadleśnictwo Gościno – nadleśnictwo podlegające pod Regionalną Dyrekcję Lasów Państwowych w Szczecinku położone jest w północnej części województwa zachodniopomorskiego. Obejmuje części powiatów: białogardzkiego, gryfickiego, kołobrzeskiego, koszalińskiego, świdwińskiego. Nadleśnictwo zostało podzielone na 3 obręby: Dygowo (10 546,61 ha), Gościno (6475,10 ha), Rymań (7511,34 ha). Powierzchnia nadleśnictwa według stanu na 1 stycznia 2016 wynosi 24 533,05 ha.

## Leśnictwa
W skład Nadleśnictwa Gościno wchodzi 18 leśnictw i jedno gospodarstwo szkółkarskie:
- Leśnictwo Wierzchomino,
- Leśnictwo Strachomino,
- Leśnictwo Bagicz,
- Leśnictwo Grzybowo,
- Leśnictwo Karlino,
- Leśnictwo Włościbórz,
- Leśnictwo Świelubie,
- Leśnictwo Pobłocie,
- Leśnictwo Trzynik,
- Leśnictwo Dębica,
- Leśnictwo Lepino,
- Leśnictwo Słowenkowo,
- Leśnictwo Sławoborze,
- Leśnictwo Ledowo,
- Leśnictwo Rymań,
- Leśnictwo Rzesznikowo,
- Leśnictwo Powalice,
- Leśnictwo Międzyrzecze,
- Gospodarstwo szkółkarskie.

## Ochrona przyrody
Na terenie Nadleśnictwa Gościno ustanowiono 3 rezerwaty przyrody:
- Wierzchomińskie Bagno – usytuowany w obrębie Dygowo. Ma powierzchnię 43,60 ha. Ochronie podlega zarastające jezioro wraz z tworzącymi się torfowiskami oraz stanowiska wiciokrzewu pomorskiego,
- Warnie Bagno – położony w obrębie Dygowo. Obejmuje teren 519,09 ha. Ochroną objęto kompleks torfowisk obejmujących kopułowe torfowiska bałtyckie porośnięte mszarnikami wrzośca bagiennego. Na terenie rezerwatu znajduje się również ekosystem boru bagiennego i boru wilgotnego,
- Stramniczka – położony w obrębie Dygowo o powierzchni 94,49 ha. Ochronie podlega torfowisko wysokie typu bałyckiego i mszarniki wrzośca bagiennego.

### Natura 2000
Od 1 stycznia 2016 r. na terenie Nadleśnictwa Gościno wyznaczono obszary Natura 2000:
- Specjalne obszary ochrony siedlisk (SSO):
  - Warnie Bagno – PLH 320047 – powierzchnia: 1013,70 ha,
  - Dolina Radwi, Chocieli i Chotli – PLH 320022 – powierzchnia: 167,74 ha,
  - Kemy Rymańskie – PLH 320012 – powierzchnia: 1765,62 ha,
  - Trzebiatowsko-Kołobrzeski Pas Nadmorski – PLH 320017 – powierzchnia: 1804,29 ha,
  - Dorzecze Parsęty – PLH 320007 – powierzchnia: 3417,08 ha,
  - Dorzecze Regi – PLH 320049 – powierzchnia: 542,48 ha,
  - Torfowisko Poradz – PLH 320065 – powierzchnia: 564,69 ha.

- Obszar specjalnej ochrony ptaków (OSO):
  - Wybrzeże Trzebiatowskie – PLB 320010 – powierzchnia: 847,81 ha.

### Pomniki przyrody
Na terenie nadleśnictwa znajdują się 42 pomniki przyrody, na które składa się: 
- Leśnictwo Bagicz:
  - grab pospolity (2 sztuki),
  - bluszcz pospolity,
  - dąb szypułkowy (7 sztuk),
  - buk zwyczajny,
  - daglezja zielona (5 sztuk),
  - żywotnik zachodni (4 sztuki),

- Leśnictwo Karlino:
  - klon jawor,
  - jodła pospolita (4 sztuki),

- Leśnictwo Pobłocie:
  - grab pospolity,
  - buk zwyczajny (2 sztuki),
  - dąb szypułkowy (2 sztuki),

- Leśnictwo Trzynik:
  - głaz narzutowy (3 sztuki),
  - buk zwyczajny (3 sztuki),
  - grab pospolity,

- Leśnictwo Ledowo:
  - buk zwyczajny (3 sztuki),
  - lipa drobnolistna,

- Leśnictwo Rzesznikowo:
  - dąb szypułkowy.